# Helianthemum thymiphyllum
Helianthemum thymiphyllum är en solvändeväxtart som beskrevs av Eric R.Svensson Sventenius. Helianthemum thymiphyllum ingår i släktet solvändor, och familjen solvändeväxter. Inga underarter finns listade i Catalogue of Life.